# Il ritorno del Numero Sette
Il ritorno del Numero Sette (The Revenge of Seven) è un romanzo di fantascienza per ragazzi scritto da James Frey usando lo pseudonimo di Pittacus Lore. Il libro è il quinto della serie letteraria intitolata Lorien Legacies.
Il romanzo è stato pubblicato in lingua originale il 26 agosto 2014.

## Trama
Al termine degli eventi di La sfida del Numero Cinque, il gruppo dei Loric è nuovamente frammentato.
Ella è stata portata a bordo della nave ammiraglia della flotta mogadoriana in orbita attorno alla Terra e condotta al cospetto di Setrakus Ra, che rivela le proprie origini. In principio il decimo saggio di Lorien, venne cacciato da Pittacus Lore e si unì ai mogadoriani, divenendone il leader. È Inoltre un antenato di Ella, con la quale infatti condivide le eredità di cambiare età a proprio piacimento e di negare le eredità altrui. Si vincola ad Ella tramite un incantesimo simile a quello che in origine proteggeva i Loric, ma che trasferisce il danno inflitto ad uno dei due sull'altro. Ra infine rivela che l'invasione della Terra è ormai imminente.
Nel frattempo, John, Sarah, Sam, Malcolm ed Adam, in fuga da Chicago, vengono contattati da Mark James, ex fidanzato di Sarah, ora dedito a pubblicare in rete notizie riguardo ai mogadoriani per smascherarne la presenza sulla Terra. Sarah decide di andare di persona ad aiutare Mark, mentre il resto del gruppo si dirige verso Washington per sferrare un attacco ad una base mogadoriana allo scopo di ottenere maggiori informazioni riguardo ai loro piani. Dopo uno scontro in cui uccide il padre, un generale nemico, Adam localizza il gruppo di Sei a bordo di un'astronave mogadoriana.
Intanto, Sei, Marina e Nove, dopo lo scontro con Cinque, sono usciti dalle paludi delle Everglades e hanno scoperto una ex base NASA poco distante, ora usata dai mogadoriani. Vi si dirigono per recuperare le spoglie di Otto, ma quando arrivano trovano diverse navi della flotta nemica. Localizzano Otto all'interno di una di esse e Cinque, sull'orlo di un crollo psicologico, li lascia recuperare il corpo del vecchio compagno prima che possa essere utilizzato per sperimentazioni. Con l'aiuto di Adam, Sei guida la nave fino a Washington, dove il gruppo dei Loric, a meno di Ella e Cinque, si riunisce.
Ai Loric si unisce anche un ristretto gruppo di umani, ex agenti dell'FBI, guidati dall'agente Walker (incontrata da John e Nove ne La vendetta del Numero Nove), che rivela l'infiltrazione dei mogadoriani in posizioni di potere in tutte le Nazioni del mondo. Malcolm recupera le riprese delle sue torture durante le quali rivelava il secolare legame dei Loric con la Terra e che il segreto per la ristorazione di Lorien si trova nel tempio maya di Calakmul in Messico. Sei, Marina ed Adam decidono di partire portando con sé anche Otto per dagli sepoltura, mentre John, Sam e Nove, aiutati da Walker, si dirigono a New York, dove è in programma un discorso pubblico di benvenuto ai mogadoriani da parte del Segretario di Stato, un burattino nelle mani della razza aliena.
Il gruppo di Sei giunge al tempio dove risveglia lo spirito di Lorien, l'entità che dà origine alle eredità dei Garde, senza però ricevere aiuti pratici per vincere l'incombente conflitto. Marina, tuttavia, avverte che i Garde non saranno più soli nella guerra contro i mogadoriani.
Contemporaneamente, la flotta aliena inizia la propria discesa ed Ella cerca di scappare con l'aiuto di Cinque, appena arrivato a bordo dell'ammiraglia. Il tentativo risulta in un fallimento e Cinque viene gettato fuori bordo. Il piano di Setrakus Ra pare non avere intoppi, ma durante il suo discorso all'umanità, scatta l'agguato del gruppo di John. Nove si scontra con Cinque, di nuovo in scena, mentre John combatte Setrakus Ra con l'aiuto di Ella. Il leader mogadoriano riesce a scappare portando con sé Ella alla volta del tempio maya. Ha inizio l'attacco mogadoriano e John, perse le tracce di Walker, Cinque e Nove, si ritrova da solo con Sam, che in una situazione di pericolo sembra sviluppare un'eredità, avvalorando così la sensazione di Marina.

## Edizioni in italiano
- Pittacus Lore; Il ritorno del numero Sette, traduzione di Ilaria Katerinov, Nord, Milano 2015 (Fa parte di: Lorien Legacies);
- Pittacus Lore; Il ritorno del numero sette: romanzo, traduzione di Ilaria Katerinov, TEA, Milano 2016